# Roberto Merino Ramírez
Roberto Merino Ramírez (* 19. Mai 1982 in Chiclayo) ist ein peruanischer ehemaliger Fußballspieler.

## Karriere

### Verein
Roberto Merino Ramírez erlernte das Fußballspielen in den spanischen Jugendmannschaften des FC Barcelona und des RCD Mallorca. Im Mallorca unterschrieb er 2000 auch seinen ersten Vertrag, wo er in der zweiten Mannschaft eingesetzt wurde. 2002 wechselte er zu Atlético Malagueño, die Reservemannschaft des FC Málaga. Mitte 2004 ging er in die Schweiz. Hier unterschrieb er einen Vertrag beim Servette FC. Mit dem Klub aus Genf spielte er in der ersten Liga, der Super League. Nach sechs Monaten ging er wieder nach Spanien, wo er sich Ciudad de Murcia  aus Murcia anschloss. Mitte 2005 wechselte er nach Griechenland. Hier spielte er für Akratitos Ano Liosia und Atromitos Athen. 2009 zog es ihn nach Italien. Hier unterschrieb er in Salerno einen Vertrag bei US Salernitana. Von März 2011 bis Juni 2011 wurde er an den peruanischen Verein Unión Comercio ausgeliehen. Der Verein aus Moyobamba spielte in der ersten Liga, der Primera División. Nach Vertragsende in Salerno blieb er in Peru und unterschrieb einen Vertrag bei Juan Aurich in Chiclayo. Anfang 2012 kehrte er nach Italien zurück, wo er auf Leihbasis beim ASD Nocerina 1910 spielte. Nach Leihende wurde er Mitte 2012 von Nocerina fest verpflichtet. 2013 wechselte er wieder nach Südamerika. Hier nahm ihn der in Kolumbien beheimatete Deportes Tolima aus Ibagué unter Vertrag. Mit dem Verein spielte er in der ersten Liga, der Categoría Primera A. Mitte 2013 ging er zu seinem ehemaligen Verein Juan Aurich nach Peru. Von Mitte 2014 bis Ende 2014 spielte er für den peruanischen Verein Universidad Técnica de Cajamarca. 2015 ging er nach Asien. In Thailand unterschrieb er einen Vertrag bei Pattaya United. Der Verein aus Pattaya spielte in der zweiten Liga, der Thai Premier League Division 1. Nach der Hinserie wurde sein Vertrag aufgelöst. Roberto Merino ging wieder nach Peru, wo er bis Mitte 2016 für seinen ehemaligen Verein Unión Comercio spielte. Anschließend wechselte er wieder nach Italien zu SEF Torres 1903 nach Sassari. Hier stand er knapp zwei Monate unter Vertrag. Wo er von Oktober 2016 bis Januar 2019 gespielt hat, ist unbekannt. Seit Ende Januar 2016 spielte er für die unterklassigen italienischen Vereine Puteolana 1902, SSD Spoleto Calcio und ASD Sora Calcio 1907.

### Nationalmannschaft
Roberto Merino Ramírez spielte von 2000 bis 2001 neunmal in der spanischen U18-Nationalmannschaft.
Einmal spielte er für die peruanische Nationalmannschaft. Hier spielte er am 7. Juni 2009 in einem WM-Qualifikationsspiel gegen Ecuador im Estadio Monumental "U" in Lima.